# Home Invasion: In Concert at the Royal Albert Hall
Home Invasion: In Concert at the Royal Albert Hall è il terzo album dal vivo del cantautore britannico Steven Wilson, pubblicato il 2 novembre 2018 dalla Eagle Rock Entertainment.

## Descrizione
Contiene la registrazione integrale (sia audio che video) del terzo ed ultimo concerto tenuto dal cantante presso la Royal Albert Hall di Londra nel mese di marzo 2018, durante il quale è stato eseguito la maggior parte del quinto album in studio To the Bone insieme ad altri brani tratti dal proprio materiale solista e da quello dei Porcupine Tree, gruppo di cui ne è stato il frontman.
Le edizioni DVD e BD contengono inoltre tre bonus track filmate durante il soundcheck tenuto nel pomeriggio del 29 marzo (Routine, Hand Cannot Erase e Heartattack in a Layby), le stesse presenti in formato audio nell'edizione vinile, la quale presenta tre ulteriori brani aggiuntivi eseguiti nel secondo concerto londinese del 28 marzo.

## Tracce

### CD
CD 1
1. "Truth" (Intro) – 2:51
2. Nowhere Now – 4:12
3. Pariah – 5:07
4. Home Invasion/Regret #9 – 11:02
5. The Creator Has a Mastertape – 5:32 – originariamente interpretata dai Porcupine Tree
6. Refuge – 8:40
7. People Who Eat Darkness – 6:16
8. Ancestral – 13:53
9. Arriving Somewhere but Not Here – 13:51 – originariamente interpretata dai Porcupine Tree

CD 2
1. Permanating – 5:34
2. Song of I – 7:13
3. Lazarus – 4:09 – originariamente interpretata dai Porcupine Tree
4. Detonation – 11:21
5. The Same Asylum as Before – 6:00
6. Song of Unborn – 6:33
7. Vermillioncore – 5:06
8. Sleep Together – 8:07 – originariamente interpretata dai Porcupine Tree
9. Even Less – 3:58 – originariamente interpretata dai Porcupine Tree
10. Blank Tapes – 3:11
11. The Sound of Muzak – 5:08 – originariamente interpretata dai Porcupine Tree
12. The Raven That Refused to Sing – 8:31

### DVD/BD
1. "Truth" (Intro) – 2:51
2. Nowhere Now – 4:12
3. Pariah – 5:07
4. Home Invasion/Regret #9 – 11:02
5. The Creator Has a Mastertape – 5:32 – originariamente interpretata dai Porcupine Tree
6. Refuge – 8:40
7. People Who Eat Darkness – 6:16
8. Ancestral – 13:53
9. Arriving Somewhere but Not Here – 13:51 – originariamente interpretata dai Porcupine Tree
10. Permanating – 5:34
11. Song of I – 7:13
12. Lazarus – 4:09 – originariamente interpretata dai Porcupine Tree
13. Detonation – 11:21
14. The Same Asylum as Before – 6:00
15. Song of Unborn – 6:33
16. Vermillioncore – 5:06
17. Sleep Together – 8:07 – originariamente interpretata dai Porcupine Tree
18. Even Less – 3:58 – originariamente interpretata dai Porcupine Tree
19. Blank Tapes – 3:11
20. The Sound of Muzak – 5:08 – originariamente interpretata dai Porcupine Tree
21. The Raven That Refused to Sing – 8:31

- Rehearsal Tracks

1. Routine
2. Hand Cannot Erase
3. Heartattack in a Layby – originariamente interpretata dai Porcupine Tree
4. Interview

### LP
- Lato A

1. Intro "Truth" – 2:52
2. Nowhere Now – 4:08
3. Pariah – 5:11
4. Home Invasion/Regret #9 – 10:58

- Lato B

1. The Creator Has a Mastertape – 5:25 – originariamente interpretata dai Porcupine Tree
2. Refuge – 8:42
3. People Who Eat Darkness – 6:24

- Lato C

1. Ancestral – 13:52

- Lato D

1. Arriving Somewhere but Not Here – 13:53 – originariamente interpretata dai Porcupine Tree

- Lato E

1. Permanating – 5:34
2. Song of I – 7:13
3. Lazarus – 4:04 – originariamente interpretata dai Porcupine Tree

- Lato F

1. Detonation – 11:27
2. The Same Asylum as Before – 5:53

- Lato G

1. Song of Unborn – 6:40
2. Vermillioncore – 5:07
3. Sleep Together – 7:52 – originariamente interpretata dai Porcupine Tree

- Lato H

1. Even Less – 4:02 – originariamente interpretata dai Porcupine Tree
2. Blank Tapes – 3:14
3. Sound of Muzak – 5:08 – originariamente interpretata dai Porcupine Tree
4. The Raven that Refused to Sing – 8:31

- Lato I

1. Routine – 9:01
2. Hand Cannot Erase – 4:18
3. Heartattack in a Layby – 3:59 – originariamente interpretata dai Porcupine Tree

- Lato J

1. How Is Your Life Today? – 3:17 – originariamente interpretata dai Porcupine Tree
2. Blackfield – 4:33 – originariamente interpretata dai Blackfield
3. Postcard – 6:55

## Formazione
Musicisti
- Steven Wilson – chitarra, tastiera, voce
- Nick Beggs – basso, Chapman Stick, cori
- Craig Blundell – batteria
- Adam Holzman – tastiera
- Alex Hutchings – chitarra, cori
- Ninet Tayeb – voce

Produzione
- Andy Derbyshire – produzione
- Steven Wilson – missaggio audio
- James Russell – regia
- Tim Woolcott – montaggio
- Nick Wheeler – direzione della fotografia
- Lasse Hoile – fotografia
- Hajo Mueller – fotografia

## Classifiche
| Classifica (2018) | Posizione massima |
| ----------------- | ----------------- |
| Belgio (Fiandre)  | 85                |
| Belgio (Vallonia) | 123               |
| Germania          | 9                 |
| Italia            | 77                |
| Paesi Bassi       | 35                |